# Rehnidium perexiguum
Rehnidium perexiguum är en insektsart som beskrevs av Grant Jr., H.J. 1956. Rehnidium perexiguum ingår i släktet Rehnidium och familjen torngräshoppor. Inga underarter finns listade i Catalogue of Life.